# FORU Oceania Cup 2008
FORU Oceania Cup 2008 (in inglese 2008 FORU Oceania Cup) fu la 4ª edizione della Coppa d'Oceania di rugby a 15 organizzata da Federation of Oceania Rugby Union.
Al torneo hanno partecipato solo quattro nazioni, disputando un torneo a eliminazione diretta in gara unica. La finale disputata a Numea in Nuova Caledonia ha visto la vittoria di Niue battendo i padroni di casa 27-5 conquistando il primo titolo.

## Incontri
|  | Semifinali      | Semifinali      | Semifinali |      |                 | Finale          | Finale | Finale |  |
|  |                 |                 |            |      |                 |                 |        |        |  |
|  | Nuova Caledonia | Nuova Caledonia | 29         |      |                 |                 |        |        |  |
|  | Nuova Caledonia | Nuova Caledonia | 29         |      |                 |                 |        |        |  |
|  | Vanuatu         | Vanuatu         | 20         |      |                 |                 |        |        |  |
|  | Vanuatu         | Vanuatu         | 20         |      | Nuova Caledonia | Nuova Caledonia | 5      |        |  |
|  |                 |                 |            |      | Nuova Caledonia | Nuova Caledonia | 5      |        |  |
|  |                 |                 | Niue       | Niue | 27              |                 |        |        |  |
|  | Isole Cook      | Isole Cook      | Niue       | Niue | 27              | 7               |        |        |  |
|  | Isole Cook      | Isole Cook      |            |      |                 |                 |        |        |  |
|  | Niue            | Niue            | 18         |      |                 |                 |        |        |  |

### Semifinali
| Numea 16 agosto 2008 | Nuova Caledonia | 29 – 20 referto | Vanuatu |  |

| Rarotonga 16 agosto 2008 | Isole Cook | 7 – 18 referto | Niue |  |

### Finale
| Arbitro: | Sione Tanoa |

|       |    |                                       |
| Siega | mt | Faleuka Tusini Pulefolau Moala Halagi |
|       | tr | Pihigia                               |